# Caseyville (Illinois)
Caseyville – wieś w Stanach Zjednoczonych, w stanie Illinois, w hrabstwie St. Clair.